# Las Cabezadas (Guadalajara)
Las Cabezadas fue una localidad española, hoy día deshabitada, de la provincia de Guadalajara. El despoblado se encuentra en el término municipal de Semillas.

## Historia
A mediados del siglo XIX, el lugar, por entonces con ayuntamiento propio, contaba con una población censada de 33 habitantes. La localidad aparece descrita en el quinto volumen del Diccionario geográfico-estadístico-histórico de España y sus posesiones de Ultramar de Pascual Madoz de la siguiente manera:

CABEZADAS (las): ald. con ayunt. en la prov. de Guadalajara (10 leg.), part. jud. de Atienza (5), aud. terr. y c. g. de Madrid (20), dióc. de Sígüenza (7): sit. en la cumbre deun pequeño cerro, y combatida de todos los vientos; su clima es frio, y sus enfermedades mas comunes fiebres intermitentes y catarrales; tiene 15 casas y una igl. parr. (Ntra. Sra. de la Concepcion) aneja de la de Semillas; confina el term. N. El Arroyo; E. Zarzuela; S. Robredarcas, y O. Semillas; dentro de él se encuentran 2 fuentes de buenas aguas y un bosque poblado de encina: el terreno es áspero y le fertilizan en parte 2 pequeños arroyuelos. caminos. los que dirigen á los pueblos limítrofes, todos de herradura y en mediano estado. correo: se recibe los martes de la adm. de Cogolludo por un particular encargado de recogerlo, y sale los jueves. prod.: centeno, patatas, pocas legumbres, cerezas y alguna otra fruta; cria ganado lanar y cabrio y caza de perdices, conejos, liebres y algunos animales dañinos. ind. y comercio: conduccion de leñas, legumbres y ganados al mercado de Cogolludo, donde se surten los vec. de los art. de consumo de que carecen. pobl.: 10 vec., 33 alm. cap. prod.: 312,500 rs. imp.: 12,500. contr.: 295. presupuesto municipal: 541 rs. 28 mrs., se cubre por reparto vecinal.
(Madoz, 1846, p. 30)

## Demografía
| Gráfica de evolución demográfica de Las Cabezadas entre 1842 y 1960 |
| |
| Población de derecho según los censos de población del INE Población de hecho según los censos de población del INEEntre el censo de 1857 y el anterior, crece el término del municipio porque incorpora a Robredarcas Entre el censo de 1970 y el anterior, este municipio desaparece porque se agrupa en el municipio Secarro |

Hacia la década de 1850 el municipio de Las Cabezadas absorbió al de Robredarcas. Más adelante desapareció, al pasar a formar parte del municipio de Secarro, que posteriormente pasó a denominarse Semillas.
En 1969 el ayuntamiento de Las Cabezadas acordó fusionarse con el limítrofe de Semillas debido a la falta de recursos para prestar los servicios mínimos obligatorios. El nuevo municipio pasó a denominarse Secarro, tal como se había establecido en las bases, y tendría su capitalidad en Semillas. 
En los años 1970 el pueblo fue expropiado por el ICONA, como tantos otros de la zona, con objeto de continuar la labor de restauración hidrológico-forestal y de defensa de la cuenca alta del río Henares de los terrenos integrados en la vertiente derecha del embalse de Alcorlo.  
Un hecho poco conocido y controvertido fue la muerte de su último alcalde, que apareció ahorcado de una higuera del pueblo. La versión más extendida y aceptada, cuentan que tras vender las tierras comunales y el pueblo al completo, los vecinos se enterarón y debido a la presión vecinal decidió adoptar la decisión de ahorcarse. Otra de las versiones, que no es más que pura especulación, es que los vecinos tras enterarse de la venta del pueblo tomaron venganza contra su alcalde. La última de las versiones dice que tras la venta del pueblo, el alcalde intentó retractarse de ello ante las autoridades, pero al no conseguirlo, y con el remordimiento de haber abocado al pueblo a su desaparición y a sus vecinos a emigrar de sus hogares, toma la decisión de suicidarse.[cita requerida]